# ООО, Ден-О, олл Райдери: Лет'с ґоу Камен Райдери
«ООО, Ден-О, олл Райдери: Лет'с ґоу Камен Райдери» (яп. オーズ・電王・オールライダー レッツゴー仮面ライダー, Озу Ден О Ору Райда Реттсу Ґо Камен Райда, «ООО, Ден-О, всі Їздці: Ходімо, Їздці у масках») — японський фантастичний супергеройський токусацу-фільм, який вийшов на екрани 1 квітня 2011 року на честь 40-річчя франшизи «Камен Райдер». Хоча у фільмі з'явилися всі герої франшизи, головними героями в ньому є Камен Райдер 1, Камен Райдер 2, Камен Райдер Ден-О та Камен Райдер ООО. Частина назви фільму — «Лет'с ґоу Камен Райдери» — є даниною поваги до головної теми оригінального серіалу «Let's Go! Rider Kick» (яп. レッツゴー！！ライダーキッ, Реттсу Ґо! Райда Кіку!). Фільм також присвячений 60-річчю компанії Toei, тому у ньому з'явилися і інші герої Шотаро Ісіноморі: Кікайдер, Кікайдер 01, Іназумен та Зубат.
Попередній перегляд фільму, який спочатку був запланований на 15 березня 2011 року, був скасований, оскільки приміщення було пошкоджено внаслідок землетрусу та цунамі Тохоку.
Фільм був на першому місці в японських касах протягом перших двох вихідних.

## Сюжет
Після того, як 1 квітня 2011 року троє Імагінів стрибають в пам'ять хлопчика, Ден-О, Ейдзі та Анкх вирушають за ними у 1971 рік. Там одна з медалей Анкха випадає, і її знаходить член Шокера. Прибувши в наш час, виявляється, що була створена нова часова шкала, де Шокер захопив владу. Захищаючи хлопчика Шигеру, ООО приходиться боротися з Камен Райдерами 1 і 2, які в цій часовій шкалі є солдатами Шокера. Вони вирушають назад у 1971 рік, але виявляються, що діти Міцуру і Наокі таємно проникли у ДенЛайнер. Попри те, що вони повернули одну медаль, інша медаль потрапляє до дівчинки із «Скаутів Райдера». На них нападає Шокер, і його члени забирають медаль.
Через атаку Шокера, всі, крім Наокі, Тедді та звичайно оригінальних Райдерів, повертаються у наш час. Через атаку Шокера, ДенЛайнер вибухає. Ейдзі, Анкха та Котаро захоплюють та збираються стратити. Раптово, цьому перешкоджають Камен Райдери 1 і 2, які весь цей час вдавали слуг Шокера. Неочікувано, з'являються інші Камен Райдери: V3, Райдермен, X, Амазон, Стронґер, Скайрадер, Супер-1, ZX, Black, Black RX, Шин, ZO, J, Кууґа, Аґіто, Рюкі, Файз, Блейд, Хібікі, Кабуто, Ківа, Дікейд, W, в також Кікайдер, Кікайдер 01, Іназумен та Зубат.
Починається масштабна битва, в ході якої було знищено багато лиходіїв. Проте, Великий Лідер приймає свою фінальну форму. До героїв приєднуються більшість другорядних Райдерів, і всі вони стрибають на свої мотоцикли. Зробивши Олл Райдер Брейк, вони нарешті знищують Великого Лідера. Після цього вони розходяться, а Міцуру бачить свого батька, який втік з Шокера. Він розкриває, що насправді є Наокі, який одружився з Нокко в минулому. Герої прощаються один з одним, і розходяться.

## В ролях
| Актор            | Роль              |
| ---------------- | ----------------- |
| Шу Ватанабе      | Ейдзі Хіно        |
| Дорі Сакурада    | Котаро Ноґамі     |
| Рьосуке Міура    | Анкх, Шінґо Ізумі |
| Ріхо Такада      | Хіна Ізумі        |
| Ріна Акіяма      | Наомі             |
| Юкі Імаі         | Міцуру            |
| Фумікі Йосікава  | Наокі             |
| Рой Хаясі        | Шигеру            |
| Юрі Цунемацу     | Нокко             |
| Ренн Кіріяма     | Шотаро Хідарі     |
| Масакі Суда      | Філіп             |
| Хіросі Доко      | Мастер Фумена     |
| Сейзо Фукумото   | Генерал Блек      |
| Кендзіро Ішімару | Власник           |
| Ісао Сасакі      | старий Наокі      |